# 2002 FIFAワールドカップ・オセアニア予選
2002 FIFAワールドカップ・オセアニア地区予選は、オセアニア地区の2002 FIFAワールドカップ・予選である。オセアニアサッカー連盟（OFC）に加盟する11か国のうち、不参加を表明したパプアニューギニアを除く10か国が参加し行われた。本大会出場枠は0.5。勝者は南米予選5位のチームとの大陸間プレーオフを行ない、勝者が本大会出場権を獲得。

## 1次予選

### グループ 1
コフスハーバー（オーストラリア）で集中開催方式による開催
| 国               | 勝点 | 試合数 | 勝 | 引分 | 敗 | 得点 | 失点 | 得失点差 |
| ---------------- | ---- | ------ | -- | ---- | -- | ---- | ---- | -------- |
| オーストラリア   | 12   | 4      | 4  | 0    | 0  | 66   | 0    | 66       |
| フィジー         | 9    | 4      | 3  | 0    | 1  | 27   | 4    | 23       |
| トンガ           | 6    | 4      | 2  | 0    | 2  | 7    | 30   | -23      |
| サモア           | 3    | 4      | 1  | 0    | 3  | 9    | 18   | -9       |
| アメリカ領サモア | 0    | 4      | 0  | 0    | 4  | 0    | 57   | -57      |

オーストラリアとアメリカ領サモアとの試合は31-0でオーストラリアが勝利し、サッカーの国際試合における最大得点差の世界記録を樹立した。詳細はオーストラリア 31-0 アメリカ領サモアを参照。

### グループ 2
オークランド（ニュージーランド）でセントラル方式による開催
| 国               | 勝点 | 試合数 | 勝 | 引分 | 敗 | 得点 | 失点 | 得失点差 |
| ---------------- | ---- | ------ | -- | ---- | -- | ---- | ---- | -------- |
| ニュージーランド | 12   | 4      | 4  | 0    | 0  | 19   | 1    | 18       |
| タヒチ           | 9    | 4      | 3  | 0    | 1  | 14   | 6    | 8        |
| ソロモン諸島     | 6    | 4      | 2  | 0    | 2  | 17   | 10   | 7        |
| バヌアツ         | 3    | 4      | 1  | 0    | 3  | 11   | 21   | -10      |
| クック諸島       | 0    | 4      | 0  | 0    | 4  | 2    | 25   | -23      |

## オセアニア地区プレーオフ
| 2001年6月20日 ウェリントン |

| ニュージーランド | 0 - 2 | オーストラリア |
|                  |       |                |

|  |

| 2001年6月24日 シドニー |

| オーストラリア | 4 - 1 | ニュージーランド |
|                |       |                  |

|  |

プレーオフの結果、オーストラリアが2試合合計6-1でオセアニア地区予選の勝者となり、南米5位のウルグアイとの大陸間プレーオフに進出。

## 南米／オセアニア大陸間プレーオフ
| 2001年11月20日 メルボルン |

| オーストラリア | 1 - 0 | ウルグアイ |
|                |       |            |

|  |

| 2001年11月25日 モンテビデオ |

| ウルグアイ | 3 - 0 | オーストラリア |
|            |       |                |

|  |

プレーオフの結果、南米5位のウルグアイが2試合合計3-1で勝者となり、本大会出場権を獲得。オセアニア地区からの本大会出場国はゼロとなった。